# Mi senti
| Оценки критиков      | Оценки критиков |
| Источник             | Оценка          |
| -------------------- | --------------- |
| The Line of Best Fit | 6.5/10          |
| NOW Magazine         | NNNN            |

Mi senti — мини-альбом ирландской певицы Рошин Мёрфи, выпущенный в 2014 году на лейбле The Vinyl Factory. Альбом состоит из каверов на классические песни итальянской поп-музыки, а также оригинального трека под названием «In sintesi», спродюсированного давним музыкальным коллегой Эдди Стивенсом. Два ремикс-альбома (доступны в виде цифровой загрузки и 12-дюймового винила) были выпущены 25 июня и 10 сентября соответственно.
Мёрфи прокомментировала на официальном сайте, что она «не говорит ни слова по-итальянски», признав, что, несмотря на помощь своего партнёра, итальянского продюсера Себастьяно Проперци, «правильное произношение слов наряду с пониманием и передачей смысла было трудным и утомительным». Она считает, что песни вдохновили её «потренировать» свой вокал и сделать его «масштабнее». Мёрфи также считала, что её роль в музыке заключается в том, чтобы быть музой для людей, с которыми она работает, и подчеркнула, что эта динамика повлияла на запись альбома, назвав это «естественным характером» для неё со времен её участия в Moloko.

## Список композиций
| №  | Название               | Автор(ы)                                       | Длительность |
| -- | ---------------------- | ---------------------------------------------- | ------------ |
| 1. | «Ancora ancora ancora» | Кристиано Мальджольо, Джан Пьетро Фелисатти    | 5:37         |
| 2. | «Pensiero stupendo»    | Ивано Фоссти                                   | 4:11         |
| 3. | «Ancora tu»            | Могол, Лучо Баттисти                           | 5:07         |
| 4. | «In sintesi»           | Эдди Стивенс, Рошин Мёрфи, Себастьяно Проперци | 5:04         |
| 5. | «Non credere»          | Могол, Луиджи Клаузетти, Роберто Соффичи       | 4:37         |
| 6. | «La gatta»             | Джино Паоли                                    | 3:29         |

| №  | Название                                                 | Длительность |
| -- | -------------------------------------------------------- | ------------ |
| 1. | «In sintesi» (Psychemagik Remix)                         | 7:17         |
| 2. | «In sintesi» (The All Seeing I Mix)                      | 5:19         |
| 3. | «Ancora ancora ancora» (Severino & Nico De Ceglia Remix) | 6:24         |
| 4. | «Pensiero stupendo» (Leo Mas & Fabrice Dub)              | 7:29         |

| №  | Название                                                 | Длительность |
| -- | -------------------------------------------------------- | ------------ |
| 1. | «In sintesi» (Psychemagik Remix)                         | 7:17         |
| 2. | «Ancora tu» (Daniele Baldelli & Marco Dionigi Wired Mix) | 5:14         |